# Linde Material Handling
 Linde Material Handling (LMH) è una marca del Gruppo Kion. In precedenza, fino al 2006, era una sfera d´attività del gruppo Linde AG. L'azienda è conosciuta come produttore di carrelli elevatori e di macchinari per il deposito.

## Storia
Il 15 febbraio 1904, Hugo Güldner, Carl von Linde e Georg von Krauss fondano la Güldner-Motorenwerke a Monaco di Baviera. Nel 1929 la Linde Eismaschinen prende il controllo della Güldner-Motorenwerke e la riorganizza. Successivamente, nel 1933 l´azienda inizia la produzione di motori Diesel di piccole dimensioni; a partire dal 1938 inizia la produzione di motori a gas e generatori, motori Diesel di dimensioni più grandi e trattori.
Nel 1956 viene costruito a Aschaffenburg il primo carrello elevatore azionato idrostaticamente. Nel 1969 cambia nuovamente la produzione in carrelli elevatori. Trattori e trattrici non vengono più messi in produzione.
Nel 1973 viee incorporata nell'azienda anche la ditta fondata nel 1920 da Hans Still ad Amburgo, la Still GmbH.
Nel 1984 viene incorporata l'azienda francese produttrice di carrelli elevatori Fenwick-Linde S.A.R.L e nel 1989 la britannica Lansing.

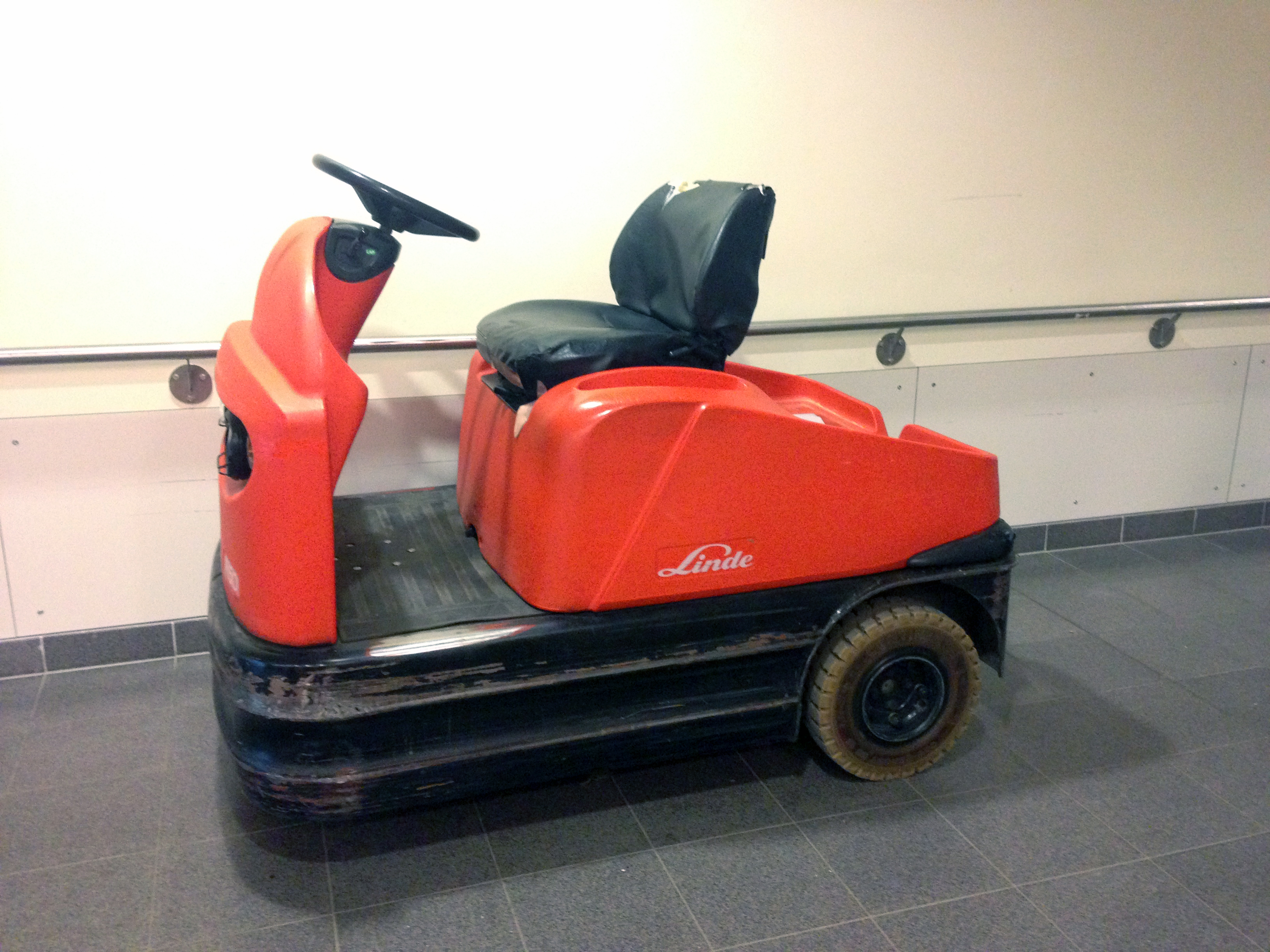
Un mezzo della Linde

Nel 1993 la Linde avvia a Xiamen, nella Repubblica Popolare Cinese, una collaborazione con la seconda azienda più importante nel Paese per la produzione di carrelli elevatori.
La Linde Material Handling GmbH fa parte del Gruppo Kion.

## Sedi
L'azienda ha la sua sede ad Aschaffenburg e comprende unità produttive in Germania, Francia, Regno Unito e Cina.